# Cameron Hall
Cameron Hall (Hamilton, 2 gennaio 1957) è un ex cestista canadese.

## Carriera
Con il Canada ha disputato i Giochi olimpici di Montréal 1976.